# Jardín Botánico de Dunedin
El Jardín Botánico de Dunedin en inglés: Dunedin Botanical Gardens es un jardín botánico de 28 hectáreas (69,83 acres) de extensión, en Dunedin, Nueva Zelanda. 
Su logo es la flor de un arbusto nativo de Nueva Zelanda el "Kaka beak", Clianthus puniceus (en Maorí - "Kowhai Ngutu Kaka"). 
El código de identificación del Dunedin Botanical Gardens como miembro del "Botanic Gardens Conservation International" (BGCI), así como las siglas de su herbario es DU.

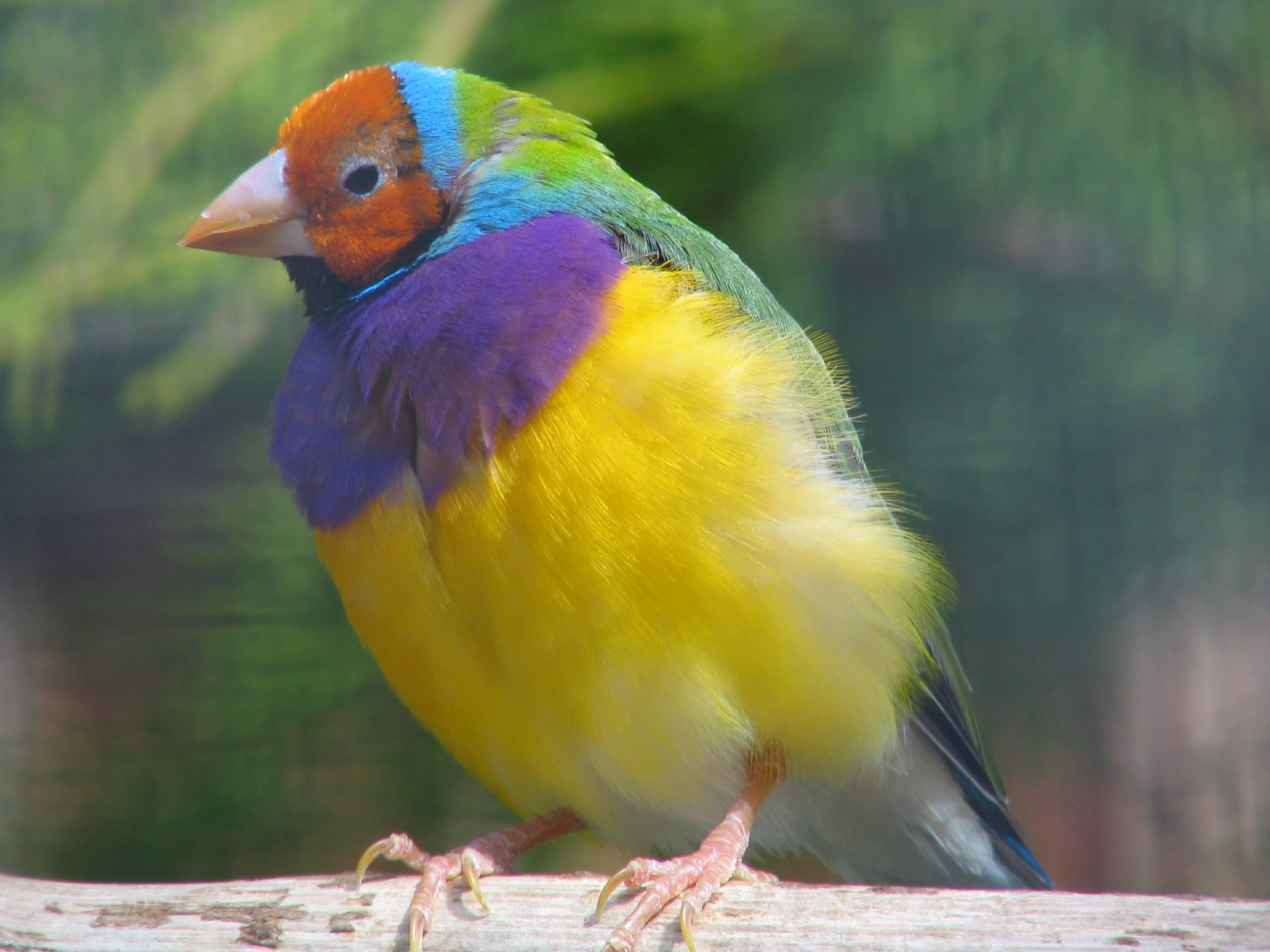
Ejemplar de Erythrura gouldiae en el aviario.

## Localización
Se encuentra ubicado en el extremo norte de la parte central de la ciudad de Dunedin, en la Isla Sur de Nueva Zelanda, próximo al monte del suburbio norte del "valle del este", en una ladera de la Signal Hill y a la llanura aluvial a sus pies, esta situación delimita dos zonas diferenciadas en el jardín, la zona situada en la falda de la colina, conocida como el "jardín superior" ( upper gardens ) y el "jardín inferior" ( lower gardens ). 
Está próximo a la Universidad de Otago y a uno de los cementerios con más historia de la ciudad el "Northern Cemetery".
Localizado en la esquina que se forma entre "Great King Street" y "Opoho Road"
ó "Lovelock Avenue".
Dunedin Botanic Garden  Dunedin City Council P O Box 5045 Dunedin Otago Regional Council 9058 New Zealand-Nueva Zelanda
Planos y vistas satelitales.45°51′28″S 170°31′16″E / -45.857664, 170.520988
- Promedio Anual de Lluvias: 926 mm
- Altitud: 200 m s. n. m.

## Historia
Este jardín botánico fue creado en 1869, siendo el jardín botánico más antiguo de Nueva Zelanda.

## Colecciones
Las 3500 especies de plantas que alberga este jardín botánico se encuentran agrupadas en 25 colecciones, entre las que son de destacar:
- Plantas nativas de Nueva Zelanda, se encuentran en el jardín superior distribuidas por las colinas
- Arboretum,
- Rocalla,
- Rosaleda, con la mayor y más extensa colección de rosas de Nueva Zelanda.
- Plantas herbáceas,
- Plantas de bulbo,
- Colección de plantas africanas
- Colección de Azaleas y Rhododendron, que se encuentra en los jardines superiores.
- Jardín japonés, construido como lazo de unión con la ciudad hermana japonesa de Otaru.
- Aviario que se encuentra en los jardines superiores.
- Jardines de invierno, es una gran estructura de Invernadero, abierto en 1908, este conservatorio de estilo Eduardiano, alberga las plantas que no se pueden cultivar al aire libre, entre ellas plantas tropicales y subtropicales, orquídeas, cycas y palmas, además de plantas de regiones áridas como cactus y suculentas.

Algunos detalles del "Jardín Botánico de Dunedin".

Detalles
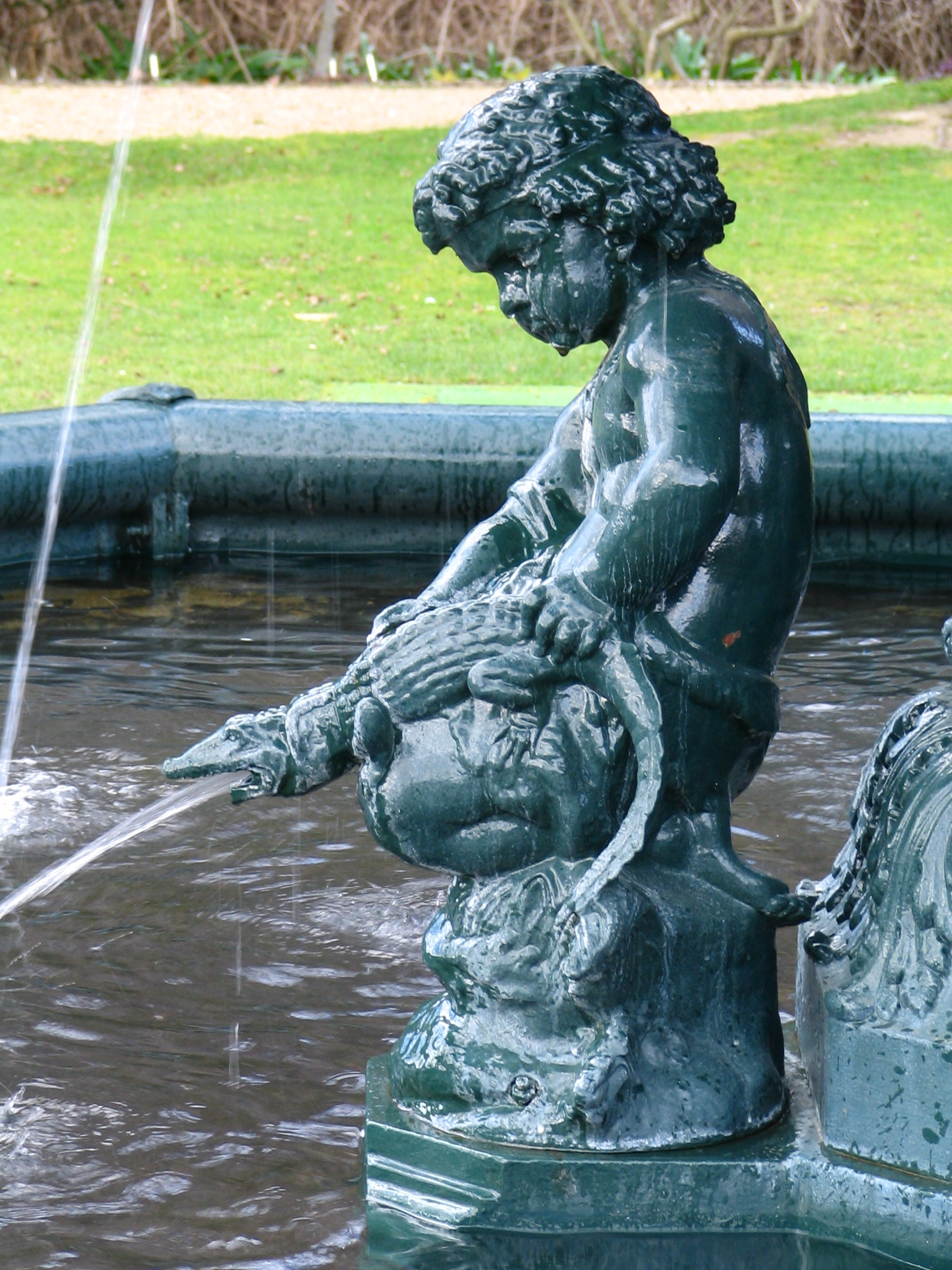
Fuente de Wolf Harris, niño con pez.
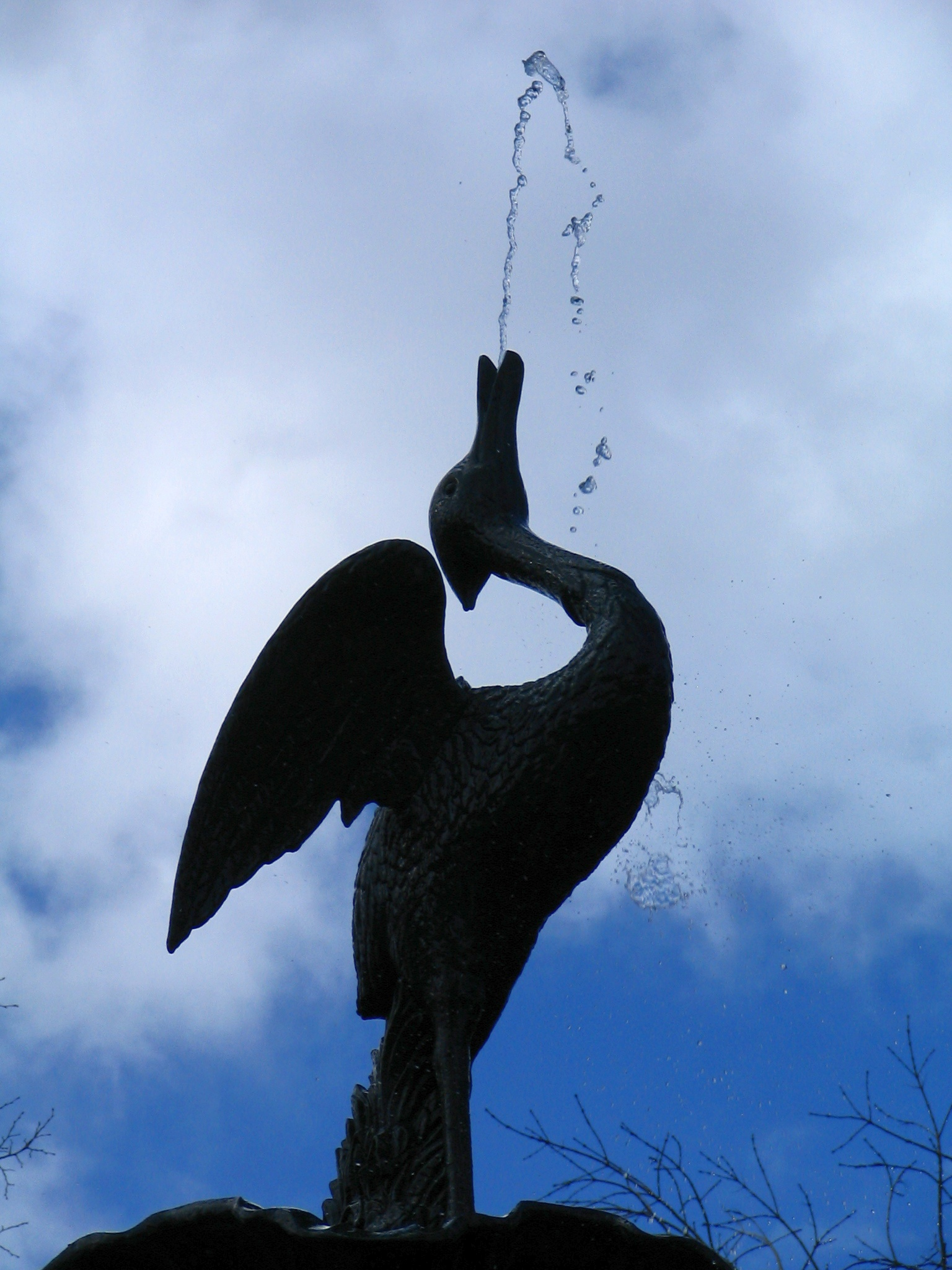
En la fuente de Wolf Harris.
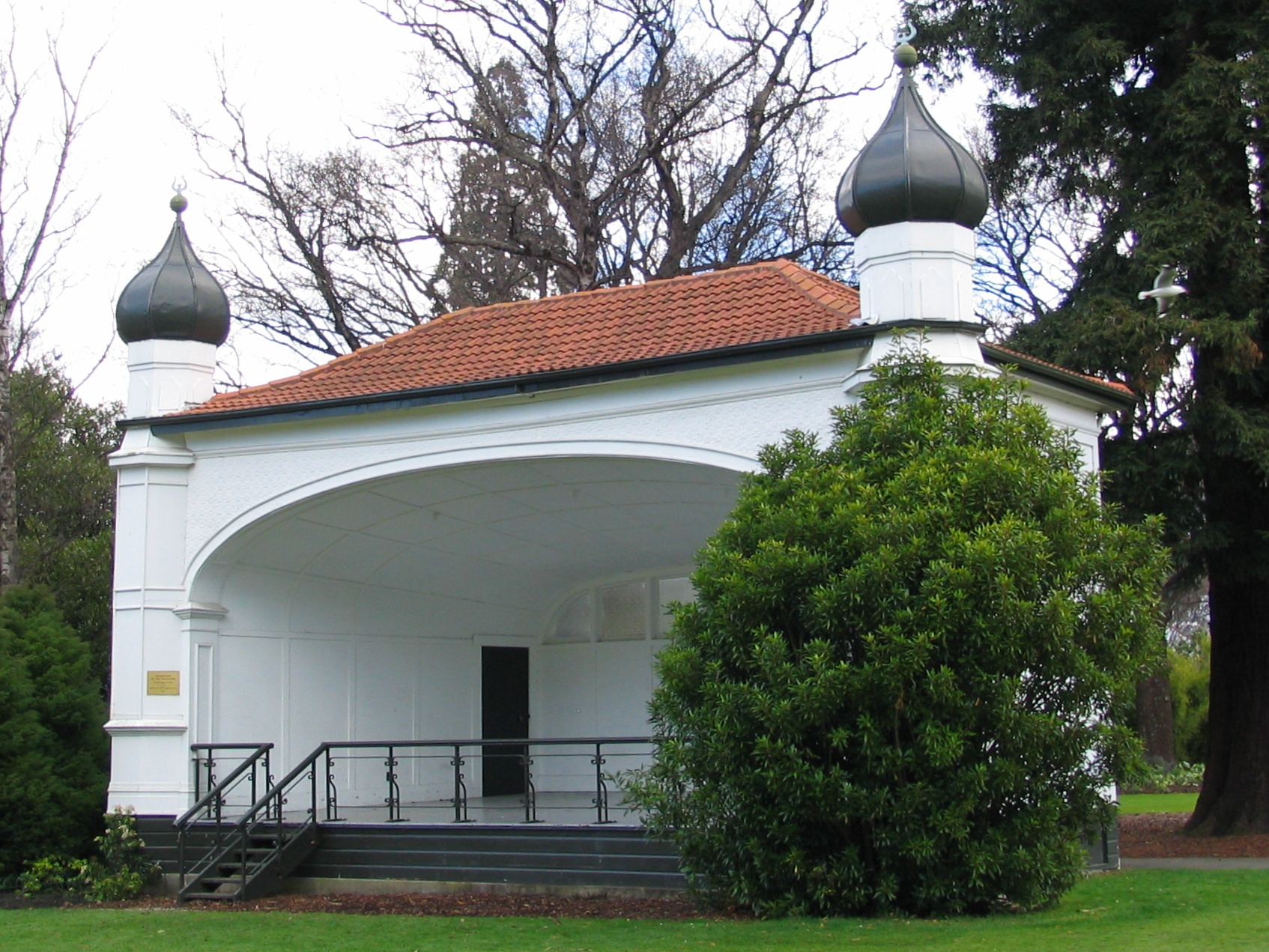
El quiosco de la música.
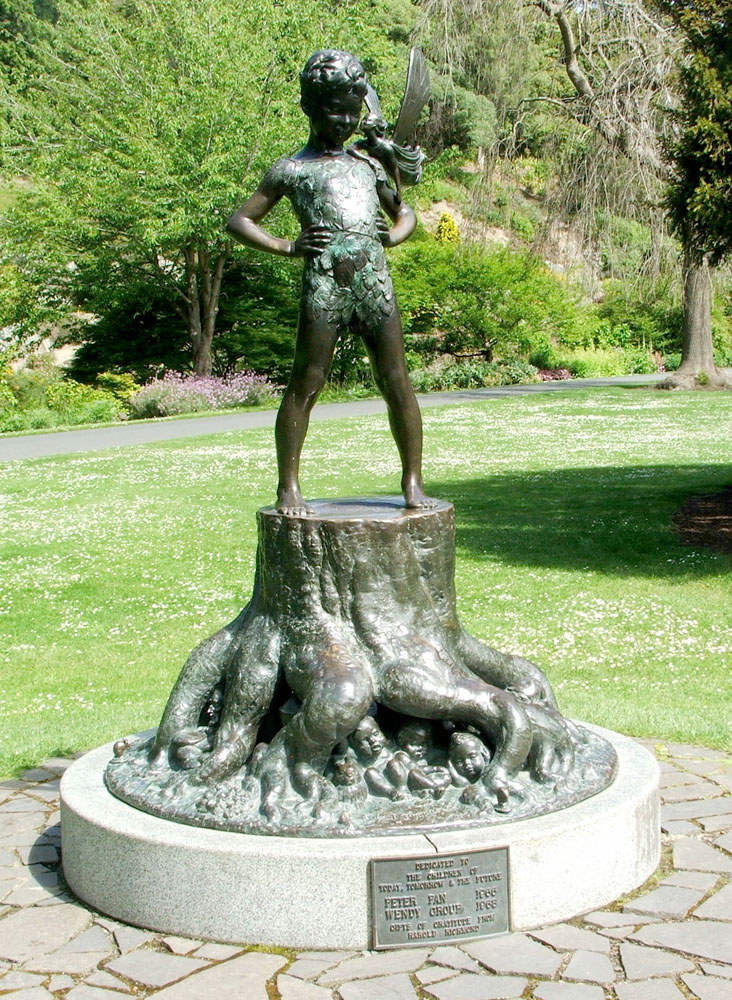
Estatua de Peter Pan y campanilla.
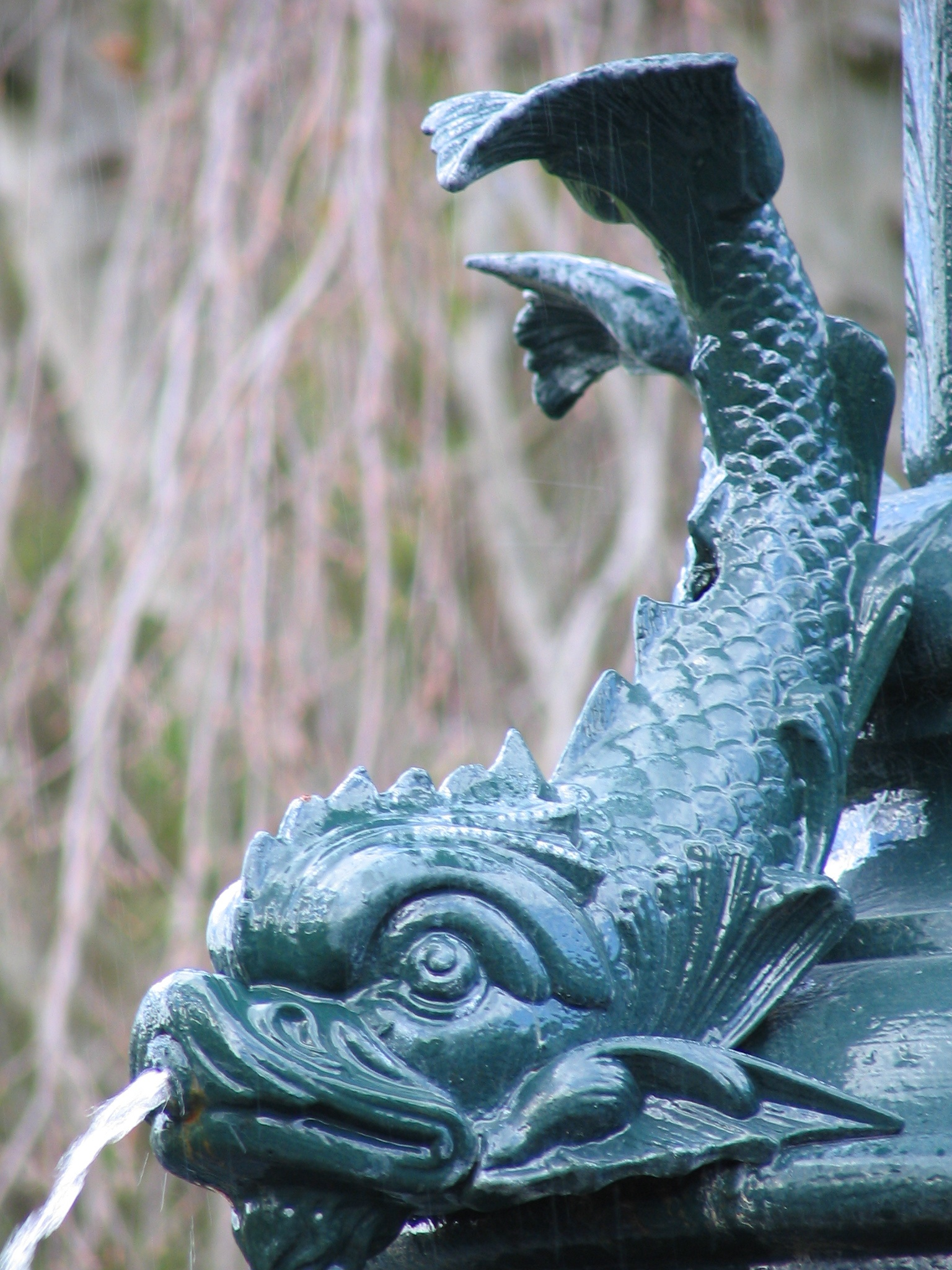
Pez en la fuente de Wolf Harris.